# チェリーブラッサム
「チェリーブラッサム」は、1981年1月21日にCBS・ソニーからリリースされた松田聖子4枚目のシングル。規格品番：07SH 911（レコード）。アナログ盤のレーベルは初版プレスのみ重厚なブルーレーベルになっており、従来のCBS・ソニーのオレンジレーベルと2種類が存在する。
1989年には8cmCDとして、2004年には紙ジャケット仕様の完全生産限定盤12cmCDとして再びリリースされている。2010年「Seiko Matsuda Single Collection 30th Anniversary Box 〜The voice of a Queen〜」に含まれる一枚として、2010年デジタル・リマスタリング音源が、高品質Blu-spec CD仕様で再発された。

## 制作
「チェリーブラッサム」の作曲は、前3作のシングルを担当した小田裕一郎から財津和夫に変更となった。これに関しては2年目のジンクスを考慮したわけではなく、「新しいことに挑戦する冒険心が良い作品を生み出す」という考えの基に、常に最善の仕事をし続けた結果だとプロデューサーの若松宗雄は答えている。財津は本曲のメロディーについて、「従来の歌謡曲と比較して"新しくはないが進んだメロディー"をつくろうとした」とコメントしている。
ニューミュージックに馴染みがなかった松田は、それまでの所謂アイドルらしい曲調とは異なる本曲に戸惑い、最初は歌うことに難色を示したという。若松の「必ず売れる」という説得により納得するも、複雑なメロディーに苦労し、松田としては初めてレコーディングが2日間に及んだ。「これで自分は終わった」と思うほど不安を抱えていたが、結果としてこの曲はヒットし、認識を改める機会になったという。そしてその後は自分も好きな楽曲になったと、後のインタビューなどで答えている。
曲名が「チェリーブロッサム」ではなく「チェリーブラッサム」であるのは若松が長調的で似合うと考えたからとされる。なお、詞の中にタイトルの「チェリーブラッサム」や「桜」を意味する言葉が全く含まれていないのも本曲の特徴である。
『ザ・ベストテン』（TBSテレビ）1981年3月26日の生放送中、当時の国鉄（現JR東海）・静岡駅で東海道新幹線が2分間の停車中に、プラットホーム上から中継出演の演出があった（当時新幹線は事故の影響で通常ダイヤから遅延していた）。移動中松田は当駅に到着したひかり号から降りると、すぐにイヤーモニターを付けて本曲を歌唱。終盤で新幹線の発車時間が迫ると、松田はワイヤレスマイクを持ちつつ車内に戻ってドア越しで歌い切るが、最後の伴奏が終わる間も無くひかり号は走り去った。尚その後松田は終点の新大阪駅まで乗車し、その翌朝に第53回選抜高校野球・開会式（選抜入場行進曲は『青い珊瑚礁』が採用）の特別ゲストとして、甲子園球場のネット裏に登場した。

## 収録曲
全作詞：三浦徳子／編曲：大村雅朗
1. チェリーブラッサム（3:21）
  - 作曲：財津和夫
2. 少しずつ春（3:29）
  - 作曲：小田裕一郎

## セルフカバー
2021年のアルバム「SEIKO MATSUDA 2021」には、野崎洋一の編曲による「チェリーブラッサム2021」が収録された。

## カバー
チェリーブラッサム
- キンモクセイ（2007年のアルバム『さくら』に収録）。
- イギリスのパンクバンド・SNUFFのドラム及びヴォーカルを担当するダンカン・レッドモンズが、ソロプロジェクト「DUNCAN'S DIVAS」名義で同曲をカバーしている（2007年のアルバム『Sticks Up Girls』に収録） 。
- 武藤彩未（2013年のアルバム『DNA1980』に収録）。
- 古川慎（2020年のアルバム『VOICE〜声優たちが歌う松田聖子ソング〜 Male Edition』に収録）。
- 小栗有以（AKB48）（2024年のAKB48のアルバム『なんてったってAKB48』に収録）。

## 関連作品
- チェリーブラッサム　
  - Silhouette 〜シルエット〜
  - 聖子・fragrance
  - Seiko・index
  - 金色のリボン
  - Seiko・plaza
  - Seiko Box
  - Seiko Monument
  - Bible
  - Bible III
  - Complete Bible
  - Seiko Matsuda 1980-1995
  - SEIKO SUITE
  - Best of Best 27 （13）
  - Premium Diamond Bible
  - Diamond Bible
  - SEIKO STORY〜80's HITS COLLECTION〜
  - Seiko Matsuda Hit Collection Vol.1
  - We Love SEIKO -35th Anniversary 松田聖子究極オールタイムベスト50Songs-
  - Seiko Matsuda Sweet Days
  - SEIKO MEMORIES 〜Masaaki Omura Works〜
  - Seiko Matsuda 40th Anniversary Bible -bright moment-
- 少しずつ春　
  - Seiko Box
  - Complete Bible
  - Touch Me, Seiko II
  - Seiko Matsuda Sweet Days